# Beleg (Rechnungswesen)
Ein Beleg (oder Buchungsbeleg) ist in der Buchführung ein Dokument, das Daten über einen Geschäftsvorfall enthält und als Grundlage für eine Buchung dient.

## Allgemeines
Der Beleg ist ein Informationsträger, der einen oder mehrere Geschäftsvorfälle in knapper, für das Rechnungswesen bearbeitbarer Form dokumentiert. Im Rechnungswesen gilt der Grundsatz: „Keine Buchung ohne Beleg.“ Nach diesem Belegprinzip dürfen nur Belege eine Buchung auslösen. Im heutigen Sinne sind Belege Datenträger, die im Rechnungswesen visuell oder maschinell verarbeitet werden können und eine Veränderung der Erlöse, Erträge, Kosten, der Verbindlichkeiten oder des Vermögens zur Folge haben.

## Arten
Zu den Belegen gehören alle Schriftstücke, aus denen sich Geldgeschäfte bzw. der Geld- oder Zahlungsstrom eines Unternehmens nachvollziehen lassen.
Fremdbelege sind externe Dokumente, die von Wirtschaftssubjekten außerhalb des verbuchenden Unternehmens stammen wie Abrechnungen, Kassenbelege, Kontoauszüge, Rechnungen (Kleinbetragsrechnungen) oder Zahlungen auslösende Verträge. Auch die Quittung ist ein Buchungsbeleg. Eigenbelege stammen aus dem verbuchenden Unternehmen und sind über Eigenleistungen, innerbetriebliche Leistungsverrechnungen oder Materialentnahmen ausgestellt. Notbelege müssen angefertigt werden, wenn Fremdbelege entweder verloren gegangen sind oder üblicherweise nicht ausgestellt werden (wie etwa bei Parkuhren oder Trinkgeldern).

## Rechtsfragen
„Beleg“ und „Buchungsbeleg“ sind Rechtsbegriffe, die beispielsweise in § 257 Abs. 1 Nr. 4 HGB vorkommen. Für den Bundesfinanzhof (BFH) gehören Belege zum Begriff der ordnungsmäßigen Buchführung. Ein Beleg muss sämtliche wesentlichen Bestandteile enthalten, nämlich den Belegtext mit der knappen Beschreibung des Geschäftsvorfalls, Betrag, Ausstellungsdatum und bei Fremdbelegen die Autorisation durch Anerkennung der sachlichen Richtigkeit.
Wer verpflichtet ist, über eine mit Einnahmen oder Ausgaben verbundene Verwaltung Rechenschaft abzulegen, hat dem Berechtigten eine die geordnete Zusammenstellung der Einnahmen oder der Ausgaben enthaltende Rechnung mitzuteilen und, soweit Belege erteilt zu werden pflegen, Belege vorzulegen (§ 259 Abs. 1 BGB).
Eine Ordnungswidrigkeit im Sinne der Steuergefährdung liegt vor, wenn jemand Belege ausstellt, die in tatsächlicher Hinsicht unrichtig sind (§ 379 Abs. 1 AO). Eine Ordnungswidrigkeit nach § 8 Abs. 4 Nr. 1 SchwarzArbG liegt vor, wenn jemand einen Beleg ausstellt, der in tatsächlicher Hinsicht nicht richtig ist und das Erbringen oder Ausführenlassen einer Dienst- oder Werkleistung vorspiegelt und dadurch Schwarzarbeit oder illegale Beschäftigung ermöglicht.

## Belegprüfung
Bei der Belegprüfung wird die formelle und materielle Richtigkeit der erstmaligen Erfassung von Daten festgestellt. Die formelle Prüfung erstreckt sich vor allem auf die chronologische Erfassung, Verständlichkeit des Textes, Vollständigkeit, Kontierung und Unterschriften. Die materielle beinhaltet die Prüfung auf inhaltliche und zahlenmäßige Richtigkeit sowie die rechnerische Richtigkeit der Daten.

## Belegverarbeitung
Geschäftsvorfälle sind zeitnah zu verbuchen, im Kassenbuch täglich (§ 238 Abs. 1 Satz 2 HGB). Die „Grundsätze zur ordnungsmäßigen Führung und Aufbewahrung von Büchern, Aufzeichnungen und Unterlagen in elektronischer Form sowie zum Datenzugriff (GoBD)“ des BMF vom 28. November 2019 sehen vor, dass für Buchführungszwecke genutzte Datenverarbeitungssysteme die Geschäftsvorfälle zeitnah (bare Geschäftsvorfälle täglich, unbare Geschäftsvorfälle innerhalb von zehn Tagen) in Grundbuchaufzeichnungen festhalten müssen.
Die nach Rechnungskreis (Finanzbuchhaltung oder Betriebsbuchhaltung) sortierten Belege müssen einen Zeitstempel tragen, werden nummeriert, kontiert und dann in der Buchhaltung durch Buchung verarbeitet. Hierbei können Belegleser zum Einsatz kommen.
Elektronische Rechnungen und OCR-Erkennung bilden die Grundlage der automatischen Belegverarbeitung im digitalen Belegwesen. Ein Buchungsprotokoll (Primanota) hilft, jede einzelne Buchung später wiederzufinden.

## Belegloser Massenzahlungsverkehr
Der frühere Massenzahlungsverkehr war im internationalen Zahlungsverkehr des Bankwesens dadurch gekennzeichnet, dass die ausgefüllten Vordrucke (Lastschrift, Scheck, Überweisungsträger, Wechsel, Zahlschein) als Buchungsbelege galten und über das Kreditinstitut des Zahlungspflichtigen auf dem Postwege an das Institut des Zahlungsempfängers (umgekehrt bei Lastschrift und Scheck) versandt werden mussten. Dabei waren meist noch Verrechnungsinstitute (Girozentralen bei Sparkassen, Landesgenossenschaftskassen bei Genossenschaftsbanken, Korrespondenzbanken) zwischengeschaltet. Dieser beleggebundene Zahlungsverkehr war sehr kostenträchtig, so dass kostengünstigere Zahlungsverfahren gesucht wurden. 
Im deutschen Bankwesen wurde deshalb 1976 zunächst im Inlandszahlungsverkehr das Datenträgeraustauschverfahren (DTAUS-Format) eingeführt. Kaufleute konnten dieses Format bis August 2014, Verbraucher bis Februar 2016 nutzen; es wurde danach durch das SEPA-Verfahren abgelöst. Im Jahre 1986 folgte die beleglose Abwicklung des Auslandszahlungsverkehrs durch das DTAZV-Format. Dazu wurde der beleglose Datenträgeraustausch zwischen den Kreditinstituten installiert, der jedoch lediglich die interne Verrechnung zwischen den Instituten betraf. Ein Vordruck für die Auslandsüberweisung musste dennoch vom Zahlungspflichtigen ausgefüllt werden. Im Inland und in den EU-Mitgliedstaaten wird heute der elektronische Massenzahlungsverkehr auf Grundlage des Datenträgeraustauschverfahrens genutzt, bei dem keine Zahlungsbelege mehr versandt werden müssen. Die vom Zahlungspflichtigen oder Zahlungsempfänger auszufüllenden Vordrucke (Lastschrift, Überweisungsträger, Zahlschein) verbleiben beim kontoführenden Kreditinstitut als Buchungsbeleg. Die vollkommen beleglose Zahlung wird im Online Banking ermöglicht. Die im elektronischen Massenzahlungsverkehr erzeugten Datensätze entsprechen den handelsrechtlichen Vorschriften des digitalen Belegwesens.
Die Rationalisierung des Massenzahlungsverkehrs hin zu beleglosen Transaktionen ist einer der Gründe, warum Scheck und Wechsel ihre einstmalige Bedeutung verloren haben und im internationalen Bankwesen keine Rolle mehr spielen; sie wurden durch Zahlungskarten verdrängt. 

## Zweck
Belege stellen das Bindeglied zwischen Geschäftsvorfall und Buchung dar. Sie dienen als Beweismittel und als Grundlage für die interne Revision und den Wirtschaftsprüfer oder Steuerberater.

## Aufbewahrungspflicht
Die Bücher und die sonst erforderlichen Aufzeichnungen können gemäß § 146 Abs. 5 HGB auch in der geordneten Ablage von Belegen bestehen oder auf Datenträgern geführt werden, soweit diese Formen der Buchführung einschließlich des dabei angewandten Verfahrens den Grundsätzen ordnungsmäßiger Buchführung entsprechen. Wer aufzeichnungspflichtige Geschäftsvorfälle erfasst, hat nach § 146a HGB dem an diesem Geschäftsvorfall Beteiligten in unmittelbarem zeitlichem Zusammenhang mit dem Geschäftsvorfall einen Beleg über den Geschäftsvorfall auszustellen und dem an diesem Geschäftsvorfall Beteiligten zur Verfügung zu stellen (Belegausgabepflicht). 
Buchungsbelege sind nach § 147 Abs. 1 Nr. 3 HGB geordnet aufzubewahren. Sie unterliegen einer Aufbewahrungspflicht, die wie auch die Aufbewahrungsfrist je nach Staat unterschiedlich geregelt ist. Die Aufbewahrungsfristen sind in Deutschland in § 257 Abs. 4 HGB, § 147 Abs. 3 AO und § 14b Umsatzsteuergesetz geregelt. Danach sind Inventare, Bilanzen und Lageberichte 10 Jahre, Buchungsbelege sowie Eingangs- und Ausgangsrechnungen acht Jahre aufzubewahren.